# Katō Hiroyuki

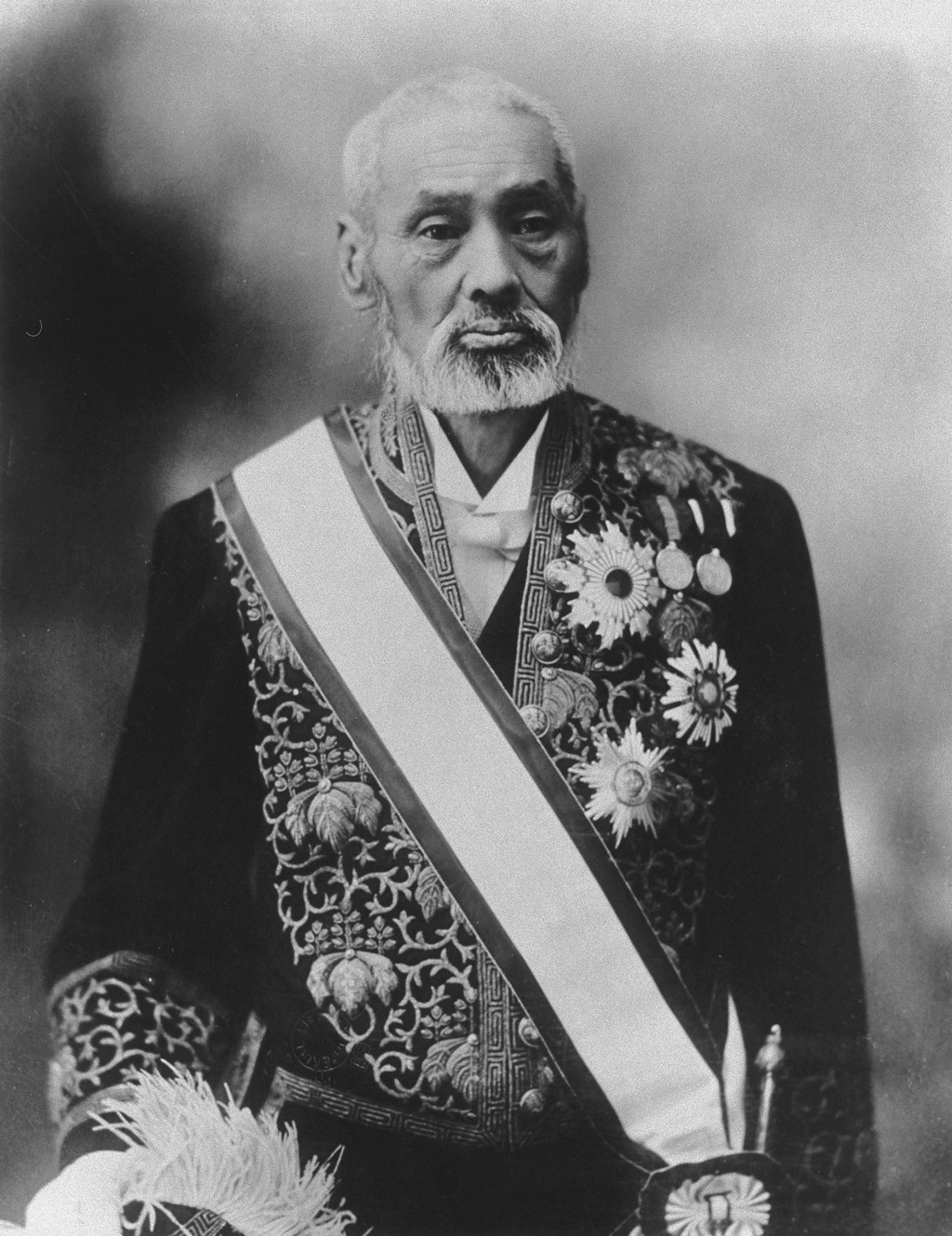
Katō Hiroyuki

Danshaku Katō Hiroyuki (japanisch 加藤 弘之; 5. August 1836 in Izushi, Landkreis Izushi, Provinz Tajima (heute Präfektur Hyōgo); † 9. Februar 1916 in Tokio) war ein japanischer Staatsrechtsgelehrter und Politiker der Meiji-Zeit.

## Leben und Werk
Katō, geboren als Sohn eines Samurais und Ausbilders im Militärwesen in Izushi in der Provinz Tajima befasste sich früh mit westlicher Wissenschaft und dem Militärwesen. Da man sich von der Familientradition des Kōshū-Stils der Militärausbildung im trennte, lernte Katō an der Han-Schule Kōdōkan (弘道館) und ging dann nach Edo. Dort wechselte er unter Sakuma Shōzan, dem ebenfalls die traditionelle Militärausbildung nicht genügte, zur westlichen Wissenschaft.
1860 wurde Katō Lehrassistent am Bansho-Shirabesho (蕃書調所), wobei er von der Militärwissenschaft zur politischen Staatswissenschaft wechselte, Deutsch lernte und sich als einer der Ersten in Japan mit deutscher Philosophie beschäftigte. Bereits ein Jahr später publizierte er das Werk mit dem unverfänglichen Titel „Gräser nebenan“ (隣草, Tonari-gusa) erste Ideen für eine Staatsverfassung, in dem er die Notwendigkeit eines Parlamentes betonte. Nach der Meiji-Restauration veröffentlichte er 1870 „Grundgedanken zur wahren Regierung“ (真政大意, Shinsei taii), 1875 „Neue Ideen zum Staatskörper“ (国体新論, Kokutai shinron) und andere Werke, um die Idee einer Verfassung voranzubringen. Auch innerhalb der Meirokusha, einem Zusammenschluss von Politikern und Gelehrten, die sich der Aufklärung (啓蒙, keimō) verschrieben hatte, war er aktiv.
1877 wurde Katō erster Präsident der neu gegründeten Universität Tokyo, wobei er zunehmend die Idee der Evolution verfocht. So kritisierte er in dem Werk „Neue Erklärung der Menschenrechte“ (人権新説, Jinken shinsetsu; 1882) die Menschenrechtslehre, die sich auf den Himmel (Gott) berief. Das führte damals zu Auseinandersetzungen mit der „Demokratischen Bürgerrechte-Bewegung“ (自由民権派, Jiyū minken-ha).
Später war Katō u. a. Mitglied des Senats, des Herrenhauses, des Geheimen Staatsrats, Präsident der Kaiserlichen Akademie, gab die private Zeitschrift „An der Seite des Himmels“ (天側, Tenzoku) heraus und vertrat weiterhin die Ideen des Sozialdarwinismus. So erschien 1893 „Auseinandersetzungen um das Recht des Stärkeren“ (強者の権利の競争, Kyōsha no kenri no kyōso) und 1900 „Theorie der Weiterentwicklung einer moralischen Gesetzgebung“ (道徳法律進化の理, Dōtoku hōritsu shinka no ri).
Seinen endgültigen Standpunkt vertrat Katō in dem Werk „Natur und Theorie“ (自然と論理, Shizen to ronri) als philosophische Grundlage für das Wirken der Regierung der Meiji-Zeit.